# الصديق (الرقة)
الصديق قرية سورية تتبع ناحية مركز الرقة في منطقة مركز الرقة في محافظة الرقة. بلغ عدد سكانها 95 نسمة في عام 2004 حسب إحصاء المكتب المركزي للإحصاء.